# William Abbot
William Abbot (* 12. Juni 1790 in Chelsea bei London; † 1. Juni 1843 wohl in New York City) war ein englischer Schauspieler und Theaterleiter.

## Leben
William Abbot betrat bereits 1806 als 16-Jähriger erstmals in Bath die Bühne und fand beim Publikum großen Anklang. Er blieb vier Jahre Mitglied der Theatergesellschaft in Bath und kam während dieser Periode nur einmal 1808 nach London, um zugunsten des Tragöden Charles Mayne Young auf dem Haymarket Theatre aufzutreten. Dabei spielte er die Rolle des Frederick in dem Schauspiel Lover’s Vows von Elizabeth Inchbald. Danach kehrte er wieder nach Bath zurück. 1810 erschien er erneut am Haymarket Theatre, stand aber auch noch mehrmals in Bath auf der Bühne und debütierte 1812 am Covent Garden Theater. Er begann eine erfolgreiche Karriere als Schauspieler in leichten Komödien und Jugendtragödien; vor allem trat er in den damals in Mode befindlichen Melodramen auf. So übernahm er die Rolle des Lothair in der ersten Aufführung des vom englischen Dramatiker Isaac Pocock verfassten Melodramas Miller and his Men. Viele Jahre blieb er am Covent Garden Theater engagiert. Der Bühnenschauspieler William Charles Macready beschrieb in seinen Erinnerungen seinen eigenen ersten Auftritt am Covent Garden Theater im Jahr 1816 und sein dabei erfolgtes Zusammentreffen mit Abbot anlässlich der Aufführung von Ambrose Philips’ Distressed Mother. Während Macready bei dieser Gelegenheit den Orestes verkörperte, spielte Abbot die Rolle des Pylades. Ferner war Abbot u. a. der erste Darsteller des Appius Claudius in der Uraufführung von James Sheridan Knowles’ Tragödie Virginius (1820) sowie des Modus in der vom gleichen Autor stammenden Komödie The Hunchback (1832). Abbot verfasste auch selbst zwei Melodramen, die auf französischen Vorlagen beruhen. Das erste von ihnen, The Youthful Days of Frederick the Great, wurde 1817, und das zweite, Swedish Patriotism, or the Signal Fire, 1819 am Covent Garden erstmals gespielt.
Während Abbot noch am Covent Garden Theater beschäftigt war, entwickelte er den Plan, mit einer von ihm geleiteten Theatertruppe 1827 Vorstellungen in Paris zu geben. Zu den von ihm für diesen Zweck engagierten Schauspielern gehörten u. a. Charles Kemble, Edmund Kean, Macready, John Liston, Power, Egerton, Daniel Terry, Frederick Henry Yates, Maria Foote und Harriet Smithson, die später Hector Berlioz heiratete. Mit seiner Truppe gab Abbot am 6. September 1827 sein Debüt am französischen Staatstheater  Odéon. Mehrere Monate lang zog er das Pariser Publikum an. Er sprach sehr gut Französisch und machte sich zunächst bei den Zuschauern dadurch beliebt, dass er bei der ersten Aufführung eine kleine Rede in dieser Sprache hielt, wofür er großen Applaus erntete. In Paris spielte er sowohl in tragischen als auch in komischen Rollen, u. a. in den  Shakespeare-Stücken Hamlet, Othello, Romeo und Julia, Der Kaufmann von Venedig und Richard III., ferner in Jane Shore von Nicholas Rowe, Virginius von Sheridan Knowles und in The Wonder von Susanna Centlivre. Die Aufführung von The School for Scandal von Richard Brinsley Sheridan durch Abbots Ensemble an der Opéra-Comique stieß aber auf wenig Beifall. Nach seinen Auftritten in Paris versuchte Abbot mit anderen Mitgliedern seiner Schauspieltruppe englische Bühnenstücke in anderen bedeutenden französischen Städten zu zeigen, hatte damit jedoch keinen Erfolg. In der Folge wurde das Ensemble aufgelöst.
Nach seiner Rückkehr nach London spielte Abbot u. a. im Oktober 1829 die Rolle des Romeo bei einer Aufführung von Shakespeares Romeo and Juliet am Covent Garden Theater. In der Rolle der Juliet debütierte bei dieser Gelegenheit die Schauspielerin Fanny Kemble. Im April 1833 verkörperte Abbot am gleichen Theater den Lorenzo in Sheridan Knowles’ Historienstück The Wife: A Tale of Mantua. 1835 wanderte er in die Vereinigten Staaten aus und spielte 1836 in Philadelphia Shakespeares Hamlet. Von 1837 bis 1841 hielt er sich in Charleston im US-Bundesstaat South Carolina auf und leitete in dieser Zeit das dortige Charleston Theatre, das Stars wie die englische Schauspielerin Ellen Tree anzog, aber nur mäßigen Erfolg hatte. Im Alter von 53 Jahren ging er eine Ehe mit der Schauspielerin Elizabeth Bradshow, geb. Buloid ein. Er starb bereits im gleichen Jahr, am 1. Juni 1843, in Armut. Sein Sterbeort dürfte wohl New York City sein, wiewohl er nach manchen Quellen in Baltimore verschieden sein soll.